# جاكوب بوشلي
جاكوب بوشلي هو مهندس سويسري، ولد في 4 مارس 1876 في خور في سويسرا، وتوفي في 1 أبريل 1945 في فينترتور في سويسرا.